# Sigrid Fridman
Nicht zu verwechseln mit, Sigrid Friedmann.

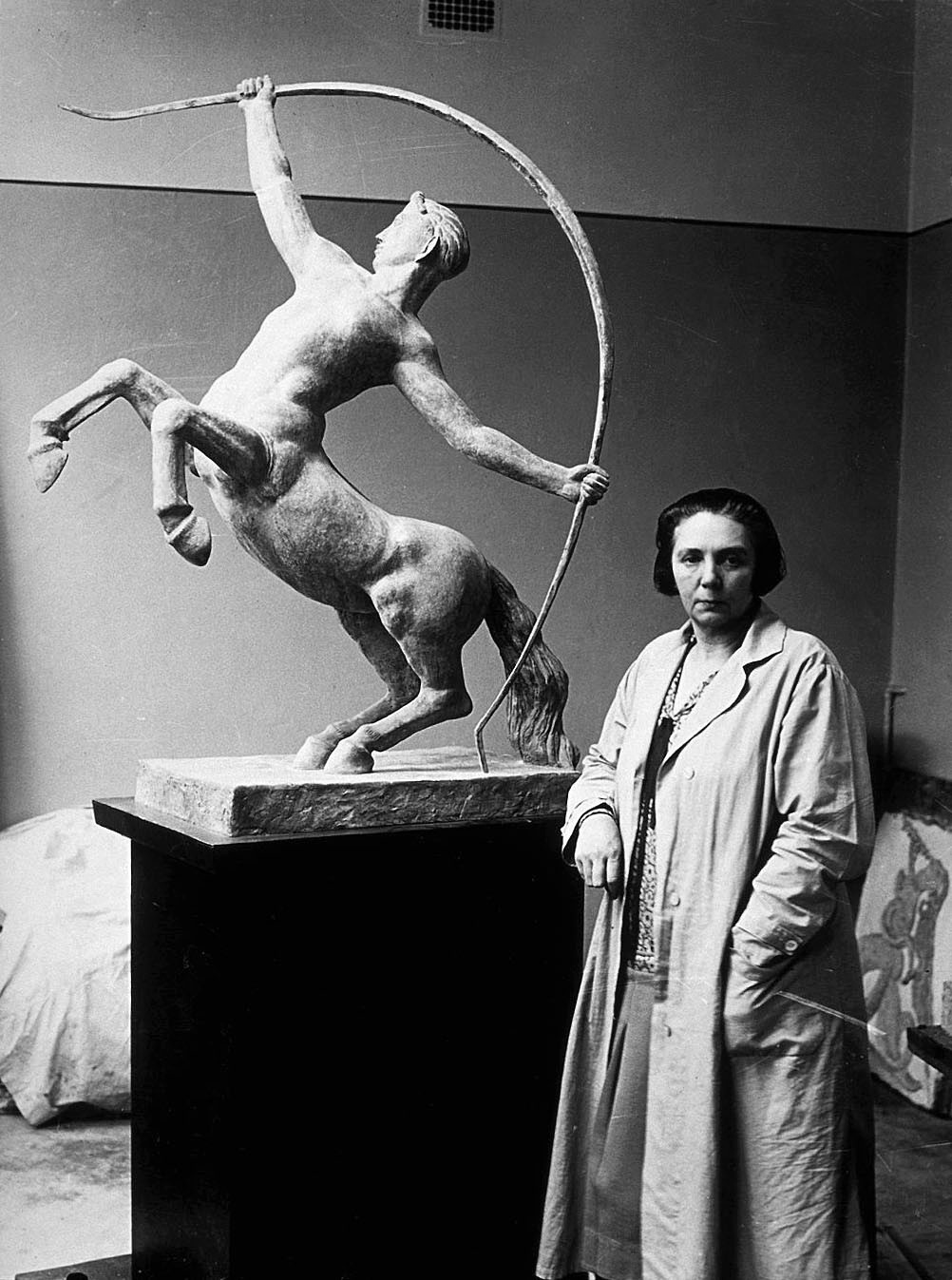
Fridman mit der Statue Kentaur

Sigrid Karolina Sofia Fridman (* 23. November 1879 in Haparanda; † 8. Januar 1963 in Stockholm) war eine schwedische Bildhauerin.

## Biografie
Fridman ließ sich anfänglich zur Krankengymnastin ausbilden. In diesem Beruf war sie eine Zeit lang in London tätig. Sie besuchte ein Bildhauer-Atelier in der Stadt, nachdem ihr Kunstinteresse geweckt war. Im Jahr 1912 siedelte sie nach Paris über, wo sie an der Académie de la Grande Chaumière bei Antoine Bourdelle studierte. Nach ihrer Rückkehr nach Schweden schuf sie zu Beginn der 1920er Jahre verschiedene Tierskulpturen für Institutionen in Göteborg, unter anderem ein Seepferd und ein Walross für ein Versicherungsunternehmen sowie einen Pinguinbrunnen für das Naturkundemuseum.
Später ließ sie sich in Stockholm nieder. Dort entstanden mehrere ihrer wichtigsten Werke, darunter der Kentaur. Hier traf Fridman der Neid ihrer männlichen Kollegen und die Ablehnung durch männliche Kritiker. Die vorgesehene Platzierung des Kentaur auf dem Norrmalmstorg kam 1928 nicht zustande. Erst 1939 fand sich eine Stelle auf einem Hügel neben dem Observatorium. Zu Lebzeiten wurden auch ihre Darstellungen von Persönlichkeiten der Frauenrechtsbewegung, wie Fredrika Bremer (im Humlegården) und Ellen Key (am Jarlaplan) verrissen. Außerhalb der Frauenbewegung erhielten ihre Arbeiten erst nach ihrem Tode die gebührende Würdigung. Im schwedischen biografischen Lexikon wird ihr Stil als „klare, kraftvolle Modellierung ganz im Geiste von Bourdelle“ beschrieben und ihren Personendarstellungen eine große Detailtreue zugeschrieben.
Sigrid Fridman wurde 1926 in die Sällskapet Nya Idun gewählt. Sie unternahm bis 1947 mehrere Studienreisen ins europäische Ausland und nahm an Ausstellungen in Kopenhagen, Paris, Wien, Helsinki und in ihrem Heimatland teil. Skulpturen von ihr finden sich u. a. auch in Bollnäs und Göteborg.
Privat teilte sie ihr Leben mit der Krankengymnastin Ragnhild Barkman. Ab 1923 hatte sie ein Verhältnis mit der Literaturkritikerin und Essayistin Klara Johanson, das sowohl von Barkman als auch von Johansons Lebensgefährtin Ellen Kleman gebilligt wurde. Beide Paare blieben zeitlebens eng miteinander befreundet.

## Bildgalerie

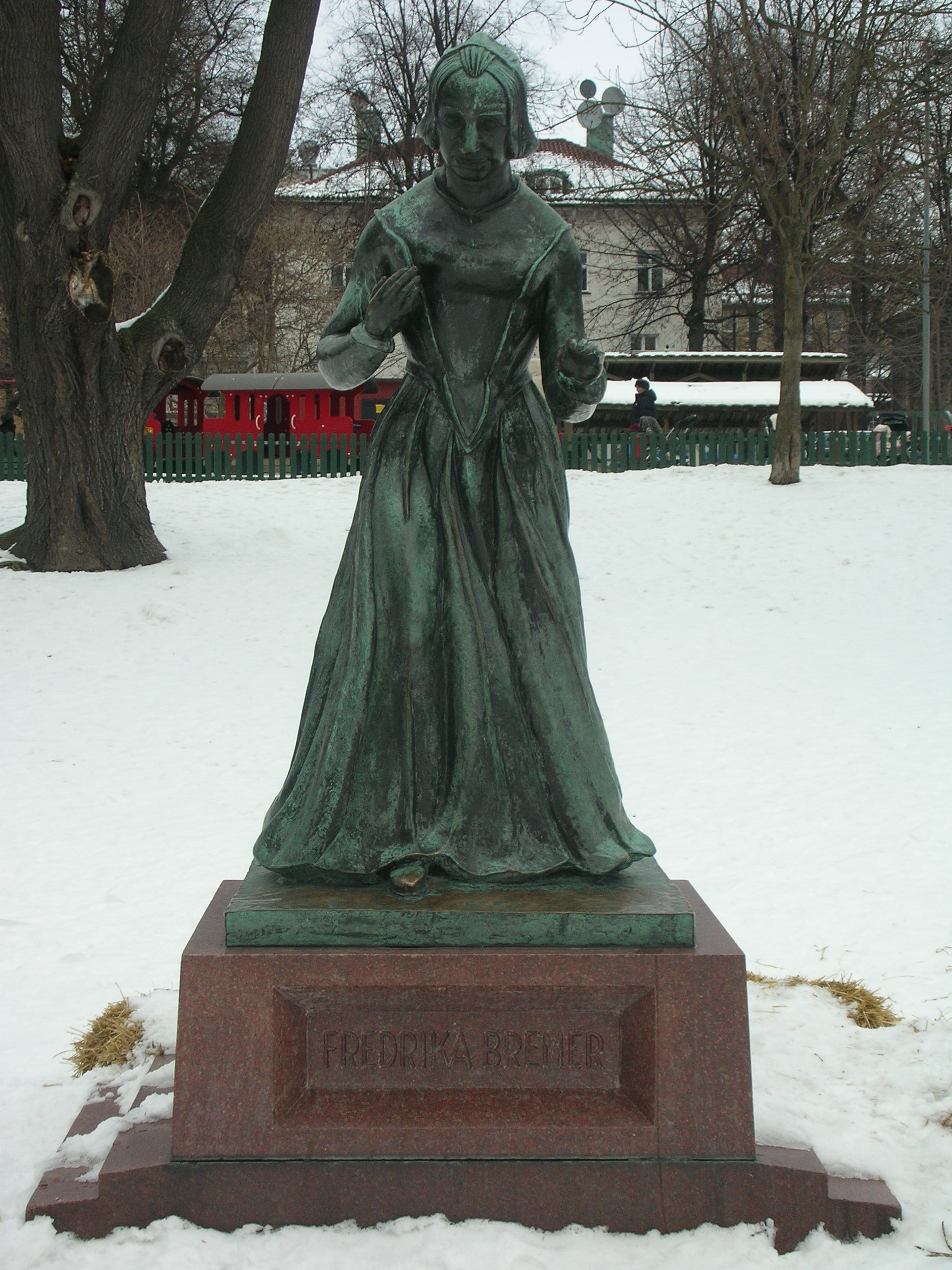
Fredrika Bremer
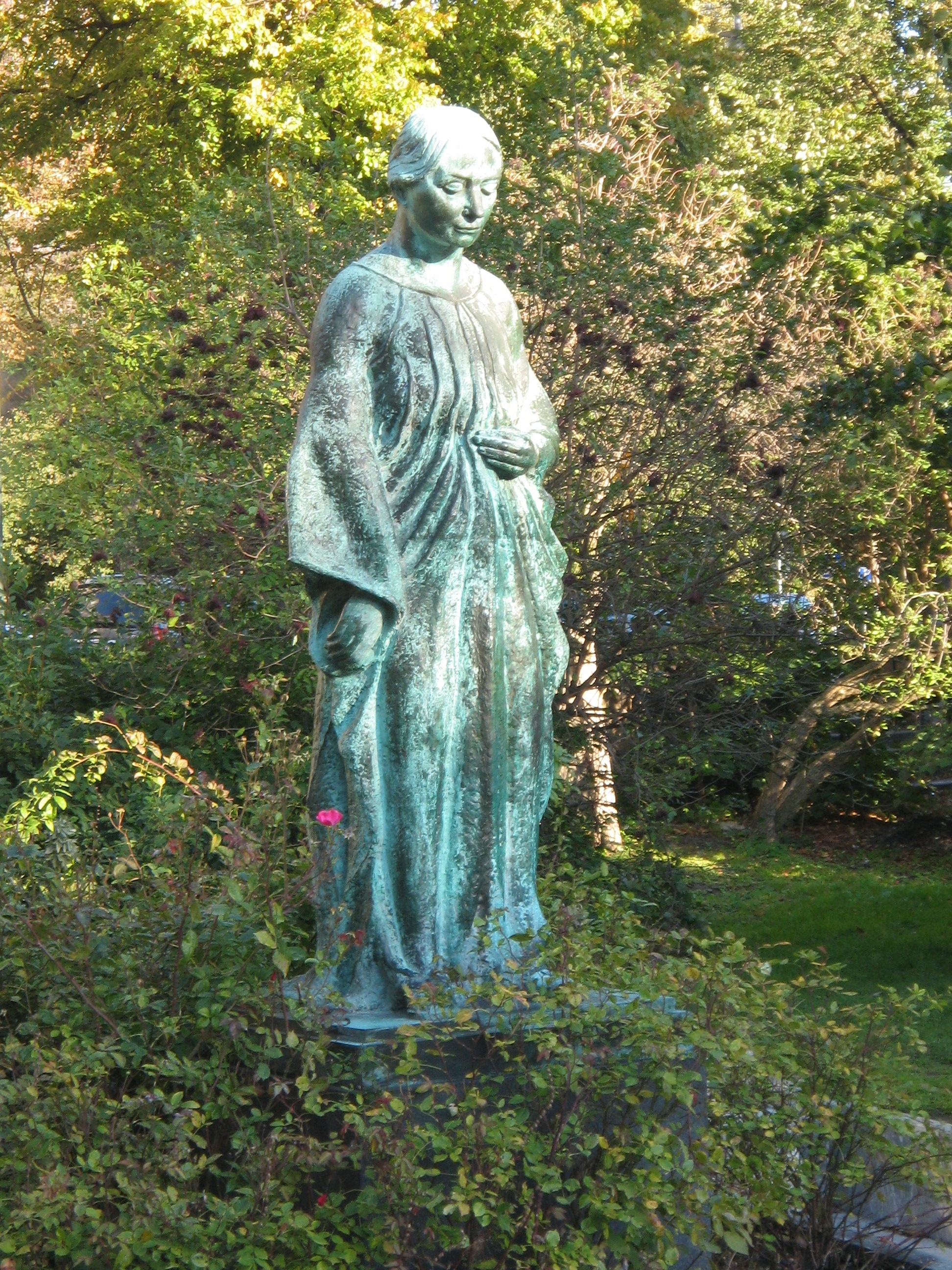
Ellen Key
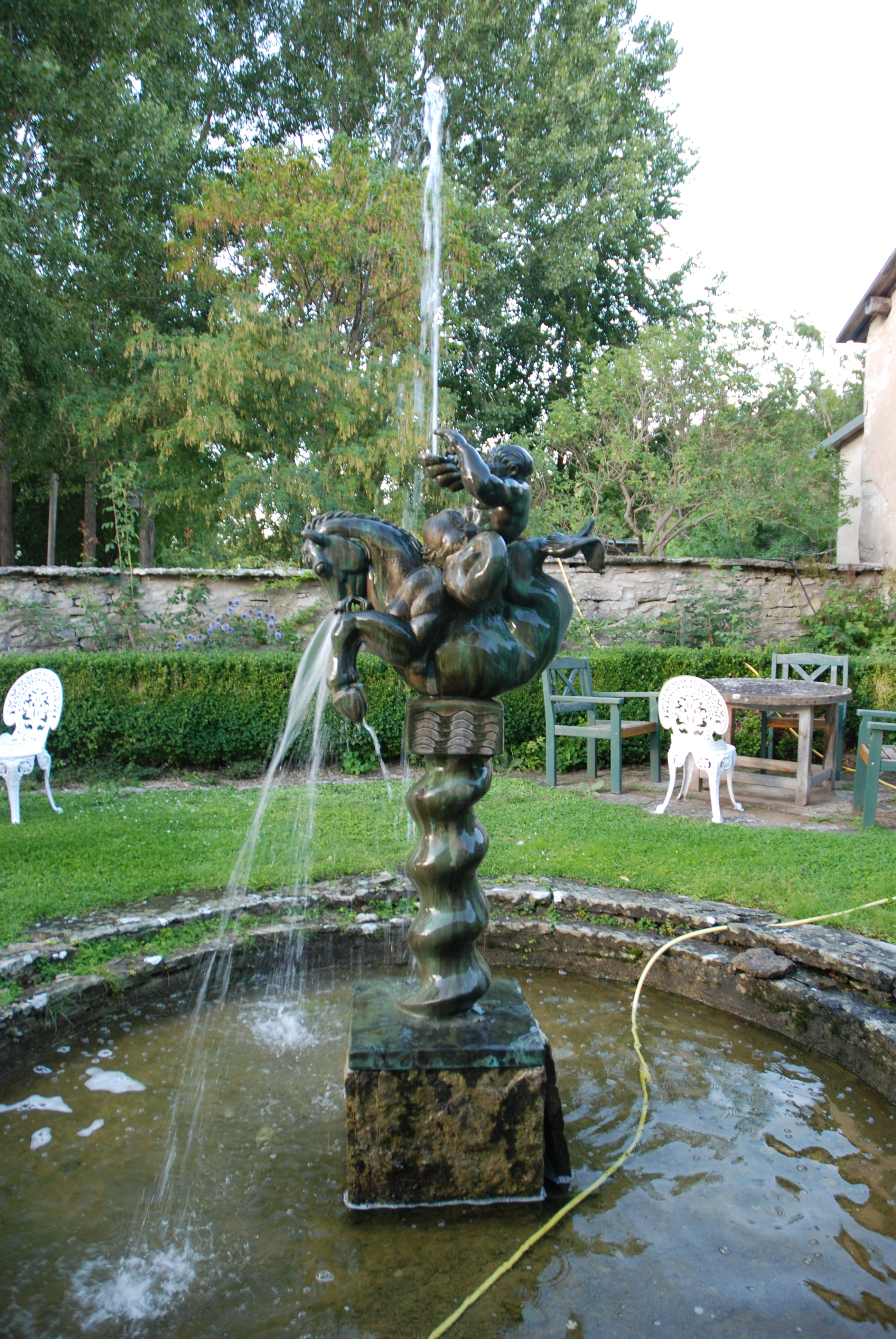
Springbrunnen, Villa Muramaris auf Gotland